# Вільгельм Вакенродер
Вільгельм Вакенродер (Wilhelm Heinrich Wackenroder; 13 липня 1773, Берлін — 13 лютого 1798, Берлін) — німецький письменник, найближчий друг Людвіга Тіка. Ваккенродер в «Herzensergiessungen eines kunstliebenden Klosterbruders» (Серцеві виливи ченця, люблячого мистецтво) вперше сповістив про тягу нового покоління бюргерської інтелігенції до рідної старовини, до середньовіччя, про потяг до католицизму з його пишним культом і до мистецтва, тісно пов'язаного з цим культом.
Рік виходу книги Вакенродера (1797) можна вважати датою появи німецького романтизму, спочатку ще не диференційованого і який виявляє більш-менш цілісне світовідчуття. «Серцеві виливи» склали невеликі ліричні статті про мистецтво і художників і повість про невдаху музиканта, Йосипа Берглінгера, що має автобіографічне значення. У книзі Вакенродер розповів про своє життя, повне поривів до творчості і сумнівів в своєму покликанні, отруєного нерозумінням оточуючих. Внутрішньо об'єднує книжку настрій, — це благоговіння перед мистецтвом як божественним одкровенням.